# Les Llaus (Sant Esteve de la Sarga)
Les Llaus és un indret del terme de Sant Esteve de la Sarga, al Pallars Jussà, en el territori del poble de Sant Esteve de la Sarga.
Està situat al vessant septentrional de la Serra del Montsec, al Montsec de Sant Esteve, al sud de Sant Esteve de la Sarga. És la zona ocupada per les petites valls de, d'oest a est, el barranc de les Vaqueres, el barranc de la Llau Xica i la llau del Rial Roi.